# Strobilanthes recurvus
Strobilanthes recurvus är en akantusväxtart som beskrevs av C. B. Cl.. Strobilanthes recurvus ingår i släktet Strobilanthes och familjen akantusväxter. Inga underarter finns listade i Catalogue of Life.